# Balltown
Balltown – miasto w Stanach Zjednoczonych, w stanie Iowa, w hrabstwie Dubuque.

## Demografia
Zgodnie ze spisem statystycznym z 2000, miasto liczyło 73 mieszkańców. W 2023 liczba mieszkańców wzrosła nieznacznie do 79 osób, a gęstość zaludnienia do 395 osób/km².

## Geografia
Balltown znajduje się na 42° 38' 15 N, 90° 52' 7 W (42.637504, -90.868622). Według United States Census Bureau miasto zajmuje obszar 0,2 km².